# Discours d'Henri IV du 7 janvier 1599
Le discours d'Henri IV du 7 janvier 1599 a pour but de faire appliquer l'édit de Nantes dans toute la France. Henri IV répond en fait aux remontrances effectuées par le parlement de Paris.

## Contexte

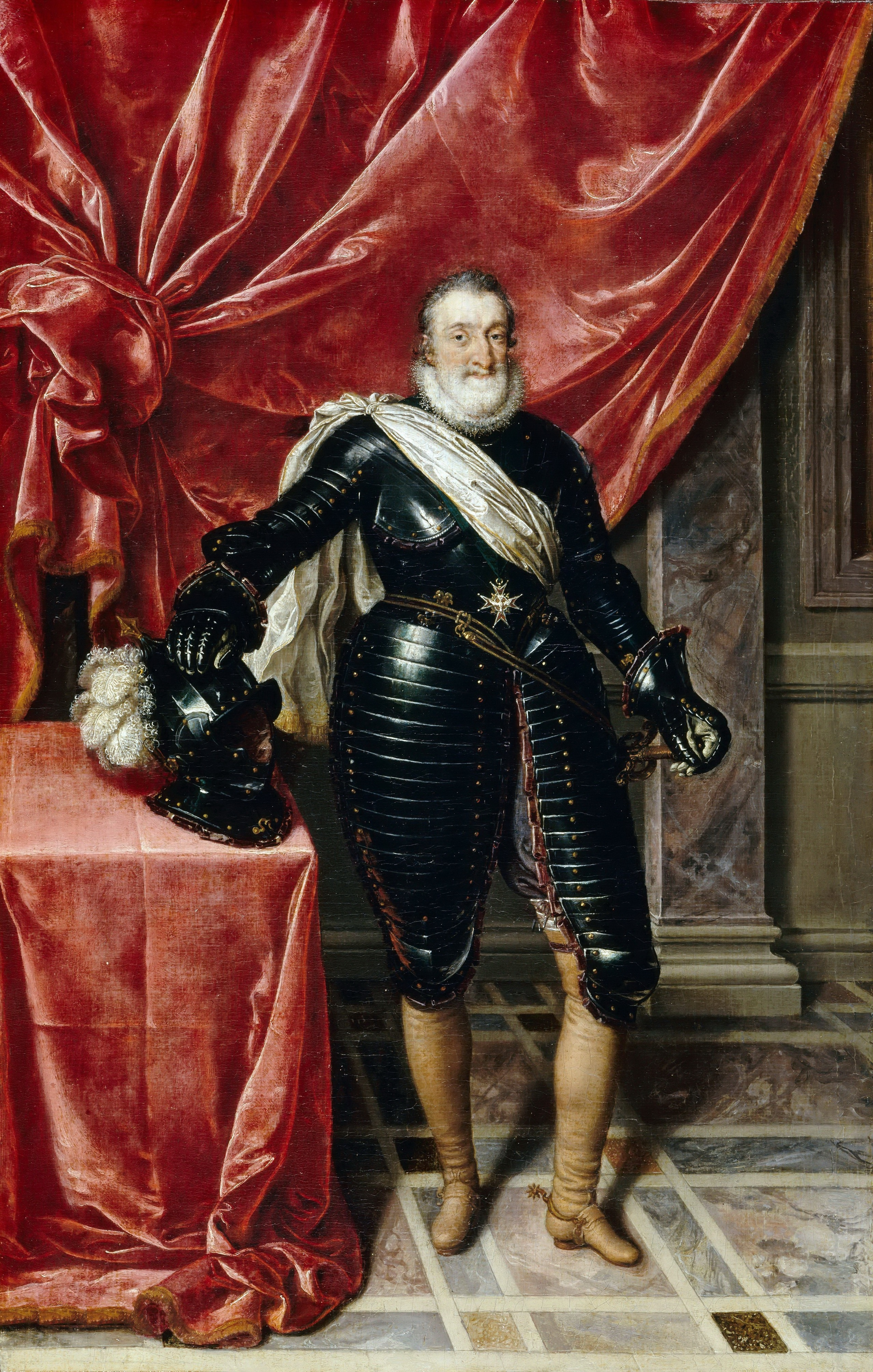
Henri IV par Frans Pourbus le Jeune.

En 1598, l'édit de Nantes est signé le 30 avril par le roi Henri IV. Cet édit met définitivement un terme aux guerres de Religion qui sévissaient depuis une quarantaine d'années dans le royaume. Néanmoins, l'édit est loin d'être approuvé de tous. Ainsi, les protestants se plaignent d'avoir si peu obtenu du roi, ancien protestant. Ils voulaient notamment la liberté de culte dans tout le royaume. Les catholiques, non plus, ne sont pas satisfaits car ils pensent que le roi a trop favorisé les protestants et que cela nuirait aux catholiques. C'est donc dans ce contexte que l'édit de Nantes est présenté au parlement de Paris et le fait que ce traité soit un compromis qui n'arrange aucune des deux parties explique les réticences du parlement à enregistrer l'édit. Ainsi, le 7 janvier 1599, le roi reçoit une délégation de parlementaires au palais du Louvre. Ces derniers, venus faire des remontrances, se heurtent à l'opposition du roi, qui va un faire un éloge de l'édit qu'il a signé 6 mois auparavant.

## Le discours
Henri IV déclare alors ceci à la délégation :
« Vous me voyez en mon cabinet, où je viens parler à vous, non point en habit royal, comme mes prédécesseurs, ni avec l'épée et la cape, ni comme un prince qui vient parler aux ambassadeurs étrangers, mais vêtu comme un père de famille, en pourpoint, pour parler franchement à ses enfants. Ce que j'ai à vous dire est que je vous prie de vérifier l'édit que j'ai accordé à ceux de la Religion. Ce que j'en ai fait est pour le bien de la paix. Je l'ai faite au dehors, je la veux au-dedans. Vous me devez obéir, quand il n'y aurait autre considération que de ma qualité et de l'obligation que m'ont tous mes sujets, et particulièrement vous tous de mon Parlement. J'ai remis les uns en leurs maisons dont ils étaient bannis; les autres en la foi qu'ils n'avaient plus. Si l'obéissance était due à mes prédécesseurs, il m'est dû autant ou plus de dévotion, d'autant que j'ai établi l'État, Dieu m'ayant choisi pour me mettre au royaume qui est mien par héritage et par acquisition. Les gens de mon Parlement ne seraient en leur siège sans moi. Je ne me veux vanter mais si veux-je bien dire que je n'ai exemple d'autre à imiter que de moi-même. Je sais bien qu'on a fait des brigues au Parlement, que l'on a suscité des prédicateurs séditieux; mais je donnerai bien ordre contre ces gens-là et ne m'en attendrai pas à vous. C'est le chemin qu'on prit pour faire les barricades et venir par degrés à l'assassinat du feu roi. Je me garderai bien de tout cela : je couperai la racine à toutes factions, à toutes prédications séditieuses, et je ferai accourcir tous ceux qui les susciteront. J'ai sauté sur des murailles de villes : je sauterai bien sur des barricades qui ne sont pas si hautes.
Ne m'alléguez point la religion catholique. Je l'aime plus que vous, je suis plus catholique que vous : je suis fils aîné de l’Église. Vous vous abusez si vous pensez être bien avec le pape. J'y suis mieux que vous. Vous avez beau faire, je sais tout ce que vous faites, je sais tout ce que vous dites. J'ai un petit démon qui me le révèle. Ceux qui ne voudraient que mon édit passe veulent la guerre : je la déclarerai à ceux de la Religion, mais je ne la ferai pas : vous irez la faire, vous, avec vos robes, et rassemblerez la procession des capucins qui portaient le mousquet sur leurs habits. Il vous fera bon voir ! Quand vous ne voudrez passer l'édit, vous me ferez aller au Parlement. Vous serez ingrats quand vous m'aurez créé cet ennui. J'appellerai à témoin ceux de mon Conseil qui ont trouvé bon l'édit et nécessaire pour l'état de mes affaires : M. le connétable, M. le chancelier, M. de Bellièvre, Sancy et Sillery. Je l'ai fait par leur avis et des ducs et pairs. Il n'y a pas un d'eux qui s'osât dire protecteur de la religion catholique, ni qui osât nier qu'il m'ait donné cet avis. Je suis le seul conservateur de la religion : je dissiperai bien les bruits qu'on fait semer. On s'est plaint, à Paris, que je voulais faire des levées de Suisses ou autres amas de troupes. Si je le faisais, il en faudrait bien juger, et ce serait pour bon effet, par la raison de tous mes déportement passés, témoin ce que j'ai fait pour la reconquête d'Amiens où j'ai employé l'argent des édits que vous n'eussiez passé si je ne fusse allé en Parlement. La nécessité me fit faire cet édit; par la même nécessité, j'ai fait autrefois le soldat. On en a parlé, et n'en ai pas fait le semblant. Je suis roi maintenant, et parle en roi, et veux être obéi ! À la vérité, la justice est mon bras droit : mais si la gangrène s'y prend, le gauche le doit couper. Quand mes régiments ne me servent pas, je les casse. Que gagnerez-vous quand vous ne me vérifierez pas mon dit édit ? Aussi bien sera t-il passé; les prédicateurs auront beau crier comme a fait le frère de Monsieur de Sillery, à qui je veux parler en cette compagnie. (Il appelle alors de Sillery) Je vous avait bien averti qu'on m'avait fait plaintes de votre frère, et vous avais commandé de l'admonester que fut sage. J'avais cru au commencement que ce n'était rien, de ce que l'on disait qu'il avait prêché contre l'édit, parce qu'il ne s'en trouvait point de preuve ; mais il est bien vrai pourtant ; et enfin il prêcha à Saint-André, où un procureur général l'ouït prêcher séditieusement contre ledit édit. Cela m'a été révélé comme il le fallait. On le veut excuser, qu'il est emporté du zèle et sans dessein. Mais, soit par occasion ou autrement, c'est toutefois mal, et le zèle mérite punition. »

## Les conséquences de ce discours

### La soumission tardive des parlements provinciaux
À la suite de ce discours cinglant, le parlement de Paris enregistrera l'édit un mois et demi plus tard, le 25 février 1599. Mais, contrairement à Paris, les parlements de province mettront plus de temps à enregistrer l'édit. Grenoble l'enregistrera le 27 septembre 1599, Dijon le 12 janvier 1600, Toulouse le 19 janvier, Bordeaux le 7 février.
Il fallut en revanche, une lettre de jussion pour faire enregistrer l'édit au parlement d'Aix le 11 août et deux lettres pour le parlement de Rennes qui l'enregistra finalement le 23 août. Rouen, ville très hostile à l'édit, l'enregistrera finalement le 5 août 1609.

### Une victoire de la raison d’État
Ce discours fait état du « paternalisme autoritaire » que voulait Henri IV mais aussi de sa volonté d'un État royal de raison conçu comme absolu et arbitral, faisant argument d'autorité sur tous les sujets et toutes les circonstances. En marquant sa volonté de soumettre le religieux à la loi civile, Henri IV garantit en fait que l’État royal est l'unique acteur et garant de l’intérêt commun. Dans son discours, Henri IV marque une volonté de rupture avec ses prédécesseurs qui promulguaient des édits pour mettre un terme aux guerres de Religion mais qui ne se préoccupaient de leur réelle application ou non dans le royaume. En imposant sa volonté aux notables et aux parlements, le roi confirme sa grande puissance exécutive et la légitimité du pouvoir royal. Pierre Joxe affirmera néanmoins tout le paradoxe de cet édit de Nantes, entériné par ce discours, qui, a en fait permis aux Catholiques de reprendre de l'influence et a indirectement contribué à l'absolutisme.

## Sources
- Joël Cornette, L'affirmation de l’État absolu (1492-1652), Hachette Supérieur, 2012  (ISBN 978-2-01-146164-3)
- Pierre Joxe et Thierry Wanegffelen, L’Édit de Nantes, une histoire pour aujourd’hui, Paris, Hachette Littératures, 1998,  (ISBN 2-01-235337-1).
- Lucien Bély, La France moderne (1498-1789), PUF, 2003   (ISBN 2130538444)